# 小行星8738
小行星8738（英語：8738 Saji）是一颗围绕太阳公转的小行星。1997年1月5日，鳥取市天文台在鳥取市发现了此天体。
这颗小行星的绝对星等为258.40490等。